# Liste der Biografien/Grev
Liste der Biografien |
Portal Biografien |
Personensuche
# |
A |
B |
C |
D |
E |
F |
G |
H |
I |
J |
K |
L |
M |
N |
O |
P |
Q |
R |
S |
T |
U |
V |
W |
X |
Y |
Z |
?
 
Ga |
Gb |
Gc |
Gd |
Ge |
Gf |
Gh |
Gi |
Gj |
Gk |
Gl |
Gm |
Gn |
Go |
Gp |
Gq |
Gr |
Gs |
Gu |
Gv |
Gw |
Gy |
Gz
 
Gra |
Grb–Grd |
Gre |
Grg |
Gri |
Grj |
Grk |
Grl |
Grm |
Gro |
Grs |
Gru |
Gry |
Grz
 
Grea |
Greb |
Grec |
Gred |
Gree |
Gref |
Greg |
Greh |
Grei |
Grek |
Grel |
Grem |
Gren |
Grep |
Gres |
Gret |
Greu |
Grev |
Grew |
Grey |
Grez
Die Liste der Biografien führt alle Personen auf, die in der deutschsprachigen Wikipedia einen Artikel haben. Dieses ist eine Teilliste mit 104 Einträgen von Personen, deren Namen mit den Buchstaben „Grev“ beginnt.

## Grev

### Greve
- Greve, Alberte (* 2005), dänische Radsportlerin
- Greve, Aleida (1670–1742), niederländische Malerin
- Greve, Andreas (1953–2023), deutscher Lyriker, Schriftsteller, Satiriker und Journalist
- Greve, Anna (* 1973), deutsche Kunsthistorikerin
- Greve, Arnold (1700–1754), evangelischer Theologe und Historiker
- Greve, Carl-Heinz Antonius (1920–1998), deutscher Offizier, zuletzt Generalleutnant der Bundeswehr
- Greve, Cecilie (* 1992), dänische Handballspielerin
- Greve, Charlotte (* 1988), deutsche Jazzmusikerin
- Greve, Christian (* 1965), deutscher Fußballspieler
- Greve, Christian (* 1975), deutscher Basketballtrainer
- Greve, Egbert Jan (1754–1811), niederländischer Orientalist und Theologe
- Greve, Franz (1844–1892), deutscher Opernsänger (Bariton)
- Greve, Friedrich (1892–1956), deutscher Politiker (SPD), MdL
- Greve, Friedrich (1907–1994), deutscher Politiker (CDU), MdL
- Greve, Fritz (1863–1931), deutscher Maler und Hochschullehrer
- Greve, Georg (* 1949), deutscher Mathematiker, Erster Direktor der Deutschen Rentenversicherung Knappschaft-Bahn-See (seit 1998)
- Greve, Georg Christof Florian (* 1973), deutscher Physiker, Präsident der Free Software Foundation Europe
- Greve, Gillis de († 1604), niederländischer Kaufmann
- Greve, Hannelore (1926–2023), deutsche Unternehmerin und Mäzenatin
- Greve, Hedwig (1850–1925), deutsche Kunstmalerin und Autorin
- Greve, Heinrich (1846–1892), deutscher Arzt und Politiker (DFP), MdR
- Greve, Helmut (1922–2016), deutscher Unternehmer und Mäzen
- Greve, Henning (* 1954), deutscher Bildhauer
- Greve, Hermann (1901–1972), deutscher Politiker (Zentrum, CDU), MdL
- Greve, Hermann (* 1957), deutscher Autor
- Greve, John (1880–1967), deutscher Konstrukteur und Unternehmer
- Greve, Jürgen (* 1954), deutscher Schwimmtrainer
- Greve, Karen (1942–2014), deutsche Politikerin (SPD), MdA
- Greve, Karsten (* 1946), deutscher Kunsthändler
- Greve, Katharina (* 1972), deutsche Künstlerin und Comiczeichnerin
- Greve, Kjetil (* 1976), norwegischer Schlagzeuger
- Greve, Ludwig (1924–1991), deutscher Schriftsteller und Bibliothekar
- Greve, Mathias (* 1995), dänischer Fußballspieler
- Greve, Matias (* 1992), dänischer Bahn- und Straßenradrennfahrer
- Greve, Max (1815–1873), deutscher Verwaltungsjurist, Bürgermeister von Bochum
- Greve, Michael, deutscher UnternehmerMichael Greve

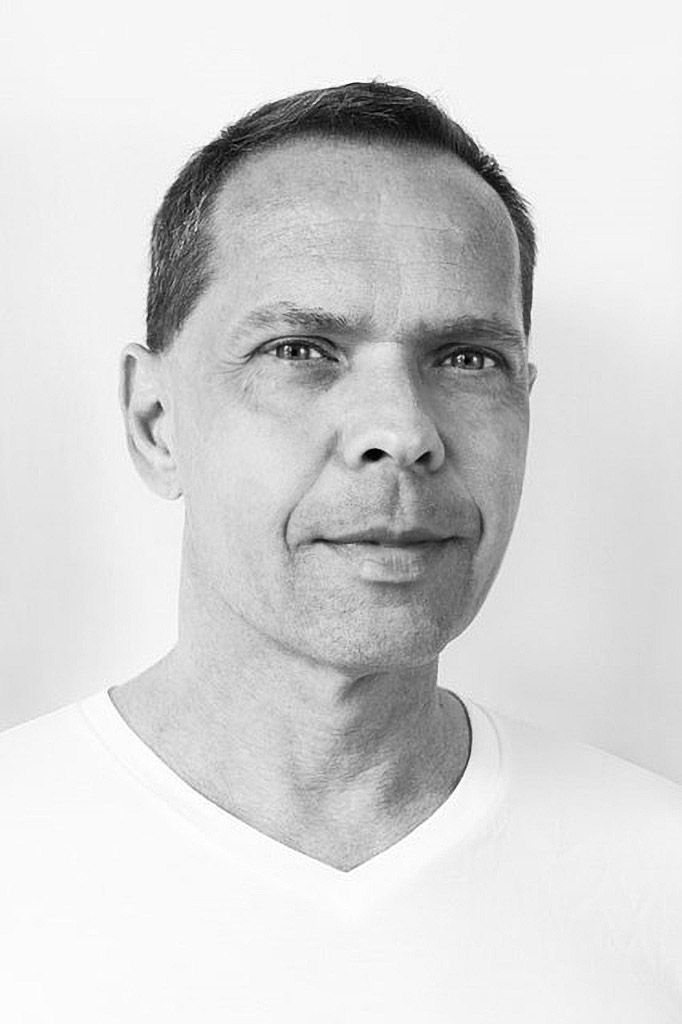
Michael Greve

- Greve, Otto Heinrich (1908–1968), deutscher Politiker (DDP, FDP, SPD), MdL, MdB
- Greve, Peter (1910–1983), deutscher Maler und Bildhauer
- Greve, Petrus de (1621–1677), niederländischer Rechtswissenschaftler
- Greve, Richard (1840–1913), deutscher evangelischer Pastor und Autor
- Greve, Torge (* 1975), deutscher Handballspieler und -trainer
- Greve, Ursula (1919–2007), deutsche Portraitmalerin und Buchillustratorin
- Greve, Uwe (1940–2005), deutscher Politiker (CDU), MdL
- Greve, Werner (* 1959), deutscher Psychologe
- Greve-Lindau, Georg (1876–1963), deutscher Maler
- Grévedon, Henri (1776–1860), französischer Maler, Lithograph und Illustrator
- Grevel, Wilhelm (1835–1918), deutscher Apotheker, Politiker, Heimatforscher
- Grevelhörster, Ludger (* 1958), deutscher Historiker
- Grevelhörster, Marco (* 1970), deutscher Fußballspieler
- Grevelius, Erik (* 2000), schwedischer Tennisspieler
- Greven, Alfred (1897–1973), deutscher Filmproduzent
- Greven, Anton (1793–1870), deutscher Verleger
- Greven, Anton (1810–1838), deutscher Genremaler der Düsseldorfer Schule
- Greven, Egbert (1941–2018), deutscher Karikaturist, Grafiker und Galerist
- Greven, Hartmut (* 1942), deutscher Biologe und Zoologe
- Greven, Hendrik Barend (1850–1933), niederländischer Wirtschaftswissenschaftler und Statistiker
- Greven, Irene (1927–2015), deutsche Verlegerin
- Greven, Jacoba (1920–1999), niederländische Malerin und Zeichnerin
- Greven, Jochen (1932–2012), deutscher Literaturwissenschaftler, Herausgeber, Übersetzer und Publizist
- Greven, Johann Wilhelm (1820–1893), deutscher Verleger
- Greven, Michael Th. (1947–2012), deutscher Politikwissenschaftler und Hochschullehrer
- Greven, Paul (* 1934), deutscher Bildhauer und Maler
- Greven, Sigurd (1908–1981), deutscher Verleger
- Greven, Wilhelm (1875–1939), deutscher Jurist und Beigeordneter
- Grevenberg, Julius (1863–1927), deutscher Theaterschauspieler und -intendant
- Grevenberg, Peter (1824–1890), deutscher Opernsänger (Tenor) und Theaterintendant
- Grevener, Walter (* 1930), deutscher Politiker (SPD), MdL
- Grevenmoor, Otto von (* 2003), deutscher Schauspieler
- Grevenstein, Adam, Offizial und Generalvikar des Erzbistums Köln
- Grever, María (1885–1951), mexikanische Komponistin
- Greverade, Adolf († 1481), Kaufmann und Ratsherr der Hansestadt Lübeck
- Greverade, Adolf († 1501), Kaufmann, Geistlicher, Humanist und Stifter
- Grevers, Matt (* 1985), US-amerikanischer Schwimmer
- Greverus, Boris (* 1902), deutscher Sänger
- Greverus, Ina-Maria (1929–2017), deutsche Volkskundlerin und Kulturanthropologin
- Greverus, Johann Ernst (1807–1871), deutscher Verwaltungsjurist und Regierungspräsident
- Greverus, Johann Paul Ernst (1789–1859), deutscher Schriftsteller und Pädagoge
- Greverus, Wilhelm (1916–1973), deutscher Bildhauer
- Greves, Catherine (* 1982), britische Ruderin
- Grevesmühl, Hermann (1878–1954), deutscher Musiker
- Grevesmühl, Maria (1936–1996), deutsche Violinistin
- Grevesmühl, Otto Hermann (1919–1981), deutscher Musiker, Konzertmeister und Dirigent
- Grevet, Yves (* 1961), französischer Schriftsteller

### Grevi
- Grevil, Frank (* 1960), dänischer Nachrichtendienstoffizier und Whistleblower
- Greville, Daisy, Countess of Warwick (1861–1938), britische High-Society-Lady und Mätresse von König Eduard VII.Daisy Greville, Countess of Warwick (1861–1938)

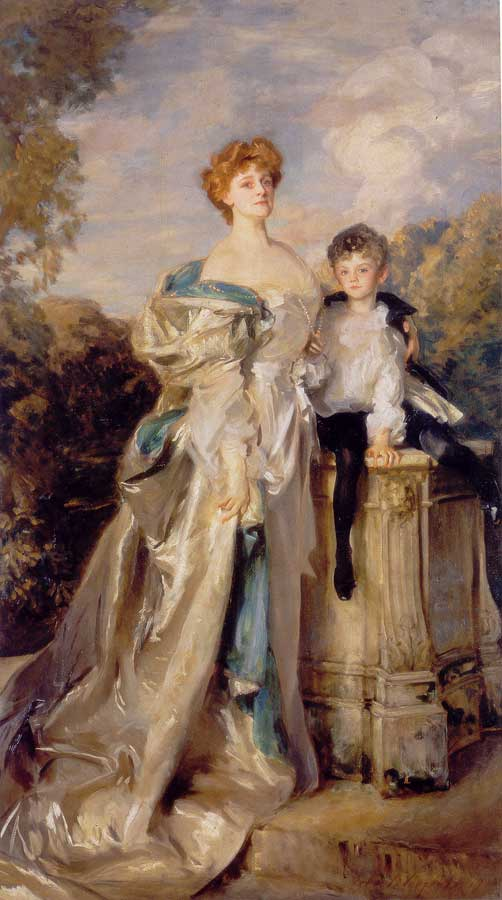
Daisy Greville, Countess of Warwick (1861–1938)

- Gréville, Edmond T. (1906–1966), französischer Filmregisseur und Drehbuchautor
- Greville, Fulke, 1. Baron Brooke (1554–1628), britischer Schriftsteller und Staatsmann
- Greville, Guy, 9. Earl of Warwick (* 1957), britischer Peer und Politiker
- Gréville, Henry (1842–1902), französische Schriftstellerin
- Greville, Julia (* 1979), australische Schwimmerin
- Greville, Robert Kaye (1794–1866), britischer Botaniker
- Greville, Robert, 2. Baron Brooke (1607–1643), englischer General
- Grévin, Alfred (1827–1892), französischer Bildhauer, Karikaturist und Maler von Theaterkostümen
- Grévin, Jacques (1538–1570), französischer Dichter
- Greving, Heinrich (* 1962), deutscher Heilpädagoge und Hochschullehrer
- Greving, Joseph (1868–1919), deutscher katholischer Theologe, Kirchenhistoriker und Hochschullehrer
- Greving, Matthias (* 1986), deutscher Filmregisseur, Drehbuchautor und Filmproduzent
- Greving, Monika (1914–1997), deutsche Schauspielerin
- Grevioux, Kevin (* 1962), US-amerikanischer Schauspieler, Drehbuch- und ComicautorKevin Grevioux (* 1962)

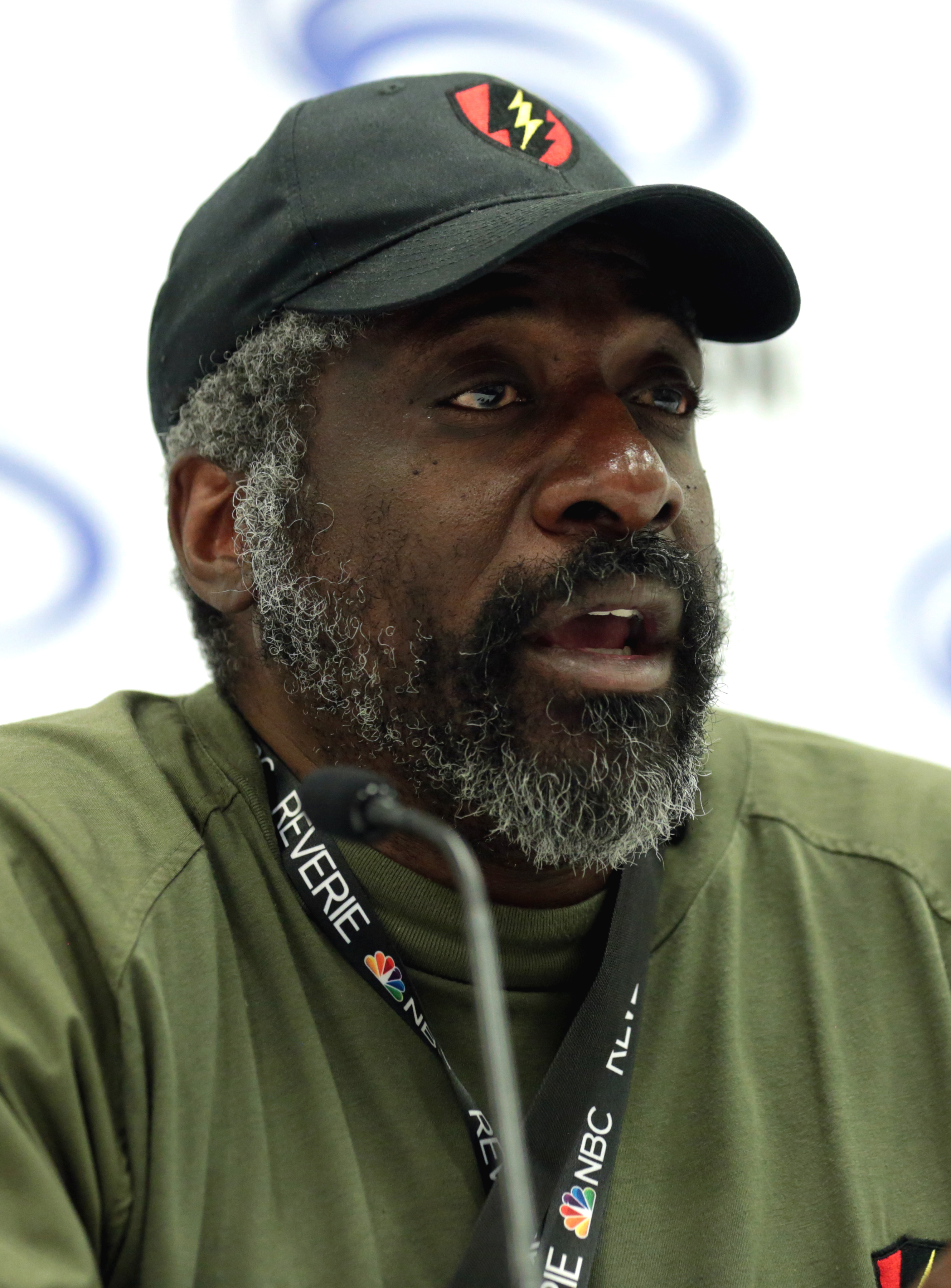
Kevin Grevioux (* 1962)

- Grevisse, Maurice (1895–1980), belgischer Grammatiker
- Grevius, Johannes (1584–1622), deutscher Hexentheoretiker

### Grevs
- Grevsmühl, Carl (1878–1934), deutscher Justizbeamter und Politiker, MdHB
- Grevsmühl, Rudi (1930–2019), deutscher Büttenredner im Münsteraner Karneval

### Grevy
- Grévy, Jules (1807–1891), französischer Staatsmann und Politiker